# Křesťanská teosofie

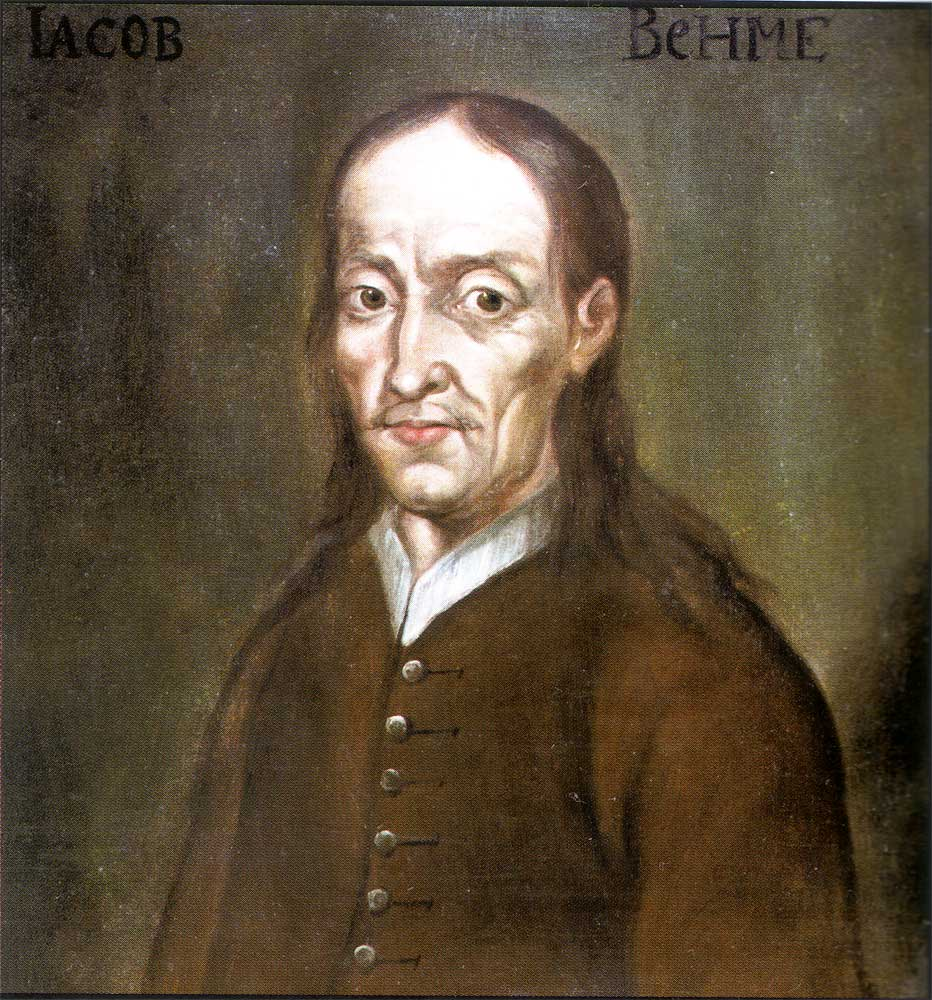
Jakob Böhme, zakladatel křesťanské teosofie na malbě z 1. poloviny 18. století

Křesťanská teosofie je proud křesťanského esoterismu, který vznikl na počátku 17. století v německém luteránském prostředí, spojený především se jménem mystika Jakoba Böhmeho. Patřila k hlavním esoterickým hnutím své doby, společně s hermetismem, křesťanskou kabalou, rosekruciánstvím a duchovní alchymií. Vyznačuje se spekulacemi o vztazích Boha, Člověka a Přírody, ale i o dalších korespondencích mezi prvky stvoření; kreativním výkladem svatých textů, především Bible; a vírou ve schopnost člověka dosáhnout božských sfér skrze imaginaci. Cíl dosažení Boha či jednoty s ním sdílí teosofie s mystikou, ale zatímco mystik se typicky snaží svoji obraznost potlačit, tak pro teosofa jsou obrazy božského v jeho mysli známkou úspěchu. Každý z těchto základních rysů se objevuje i u jiných esoterických proudů, ale jejich kombinace je specifikem teosofie. Výraz vychází z řeckých slov theos (bůh) a sofia (moudrost), souvislost s pozdější Teosofickou společností je pouze volná.

Křesťanská teosofie měla výrazný vliv na různé duchovní a umělecké proudy. Po Böhmeho smrti v roce 1624 se jeho dílo rozšířilo do západní Evropy, Ruska a kolonií v Americe, a ovlivnilo anglické náboženské nonkonformisty a německé pietisty. V umění se odrazilo v německé barokní poezii a v díle Williama Blakea, Ludwiga Tiecka a Novalise. V 19. století pak inspiroval německé filozofy, jako byli Friedrich Schelling, Georg Hegel a Arthur Schopenhauer.

## Dějiny

### Předchůdci
Počátky křesťanská teosofie jsou spojeny s dvěma významnými myšlenkovými proudy, které vznikly na počátku 15. století: luteránstvím a paracelsiánstvím. V případě luteránství se brzy začala rodit jeho ortodoxní podoba, která následně posílila s uzavřením Augšpurského míru roku 1555. V opozici k ní stál luteránský spiritualismus, který odmítal formální církevní organizaci a namísto ní kladl důraz na individualismus a vliv Ducha svatého. K jeho nejvýznamnějším představitelům patřili Sebastian Franck, Caspar Schwenckfeld a Valentin Weigel. Bohatá teosofická obraznost mohla být také kompenzací za ztracenou katolickou obraznost a hierarchii spojenou s kultem světců, Panny Marie a relikvií. Na konci 15. století bylo zároveň publikováno dílo německého lékaře a alchymisty Paracelsa, které získalo mnoho následovníků, včetně přátel Jakoba Böhmeho nebo Valentina Weigela. Důležitým faktorem mohl být lidový jazyk Paracelsových textů, který do širšího povědomí přivedl spekulace o komplexních korespondencích mezi jednotlivými úrovněmi bytí, typické pro pozdější teosofii. Za další předchůdce hnutí lze považovat například Heinricha Khunratha a Johanna Arndta.
Religionista Arthur Versluis teosofii chápe také jako formu gnostické tradice uvnitř křesťanství, navazující na myšlení Pseudo-Dionysia Areopagity, Kléménse Alexandrijského, Órigena, Jana Scoty Eriugeny, mistra Eckharta a Johanna Taulera.

### Jakob Böhme
Vlastní křesťanská teosofie počala dílem Jakoba Böhmeho (1575 – 1624), ševce ze Zhořelce, kterému se roku 1600 dostalo vidění. Následně se začal, vedle rodinného života a obchodu, věnovat duchovnímu studiu, a brzy sepsal své první dílo Morgenröte im Aufgang – známější pod názvem Aurora. V tomto a dalších dílech navázal na tradici středověkého německého mysticismu, který spojil s luteránskou zbožností a paracelsiánstvím. Významnou roli v jeho myšlení hraje životodárný duch, přítomnost Krista v eucharistii, okultní síly v přírodě a vztah mikrokosmu k makrokosmu; zároveň se v nich ale vyjadřuje i ke společenským otázkám: válce, spravedlnosti, tyranii a vykořisťování. Přijal nový a stále kontroverzní heliocentrický model vesmíru a postuloval existenci božské látky zvané Salitter, která zajišťuje život a vědomí. Výrazně čerpal z alchymistické symboliky, ale praktická alchymie u něj nehrála žádnou roli, jeho cílem bylo dosažení jednoty individuální duše s Božským skrze pomoc Sofie (Moudrosti).
Böhmeho dílo se výrazně odlišovalo od hermeticky a novoplatonicky orientované filozofie renesančních mágů předchozích dvou století. Jeho díla byla psána lidovou němčinou, a čerpala především z Paracelsa, Valentina Weigela a snad také z kabaly. Bůh v jeho pojetí nebyl nejvyšší bytostí, vzdálenou od všeho stvoření, ale aktivním činitelem, který proniká až do mikrokosmu člověka.
Böhmeho dílo, šířené mezi jeho přátele, brzy přitáhlo pozornost Gregora Richtera, vrchního pastora ve Zhořelci, a vedlo k obvinění z kacířství a zákazu psaní. Böhme se však později k psaní opět vrátil a vznikla tak díla De Tribus Principiis (1619), De Signatura Rerum (1622) a další. Nové útoky pastora Richtera ho nakonec donutily roku 1624 opustit Zhořelec a uchýlit se na dvůr Saského kurfiřtství, kde se mu dostalo vřelého přijetí. Brzy se ale vrátil do svého domu a na konci roku zemřel na nemoc.

### Böhmovi následovníci
K nejvýznamnějším Böhmových následovníkům 17. století patřili například následující: Johann Georg Gichtel, Quirinus Kuhlmann, Jan Baptist van Helmont, Robert Fludd, Henry More nebo Pierre Poiret. V době jeho působení, v letech 1614 až 1617, byly také vydány rosekruciánské manifesty, které sdílí s teosofií řadu vlivů a rysů. Taktéž vychází z protestantského prostředí, odkazují na Paracelsovo myšlení a usilují o pansofickou „úplnou vědu“.
V první polovině 18. století zůstávala teosofie stále převážně německou záležitostí, ale v jeho druhé polovině získala vliv na celé kontinentální vícestupňové zednářství a iluminismus. Výrazně také ovlivnila v 17. století vzniklé luteránské, převážně německé hnutí, zvané pietismus. K myslitelům ovlivněným teosofií pak patřili především Martines de Pasqually, Louis-Claude de Saint-Martin, Bathilde d’Orleans a Friedrich Christoph Oetinger. Učení mystika Emanuela Swedenborga také připomíná Böhmovu teosofii, ale je na ní nezávislé.